# 日野草城
日野 草城（ひの そうじょう、1901年（明治34年）7月18日 - 1956年（昭和31年）1月29日）は、日本の俳人。東京都出身。本名は克修（よしのぶ）。
『ホトトギス』で学んだ後、『旗艦』を創刊、男性が眼差す女性のエロスを主題とした句や無季俳句を作り、昭和初期の新興俳句運動を主導。戦後は『青玄』を創刊・主宰し、一転して静謐な句を作った。

## 略歴
東京市下谷区上野山下町（現在の東京都台東区上野）に生まれる。1905年より朝鮮に移住し、京城（現在のソウル特別市）の小学校を経て京城中学校（現在のソウル高等学校）で学ぶ。その後帰国し、1918年、第三高等学校第一部乙類（英文科）入学。歌俳をたしなんだ父の影響で、草城もその影響で10代から文学に親しんだ。中学時代より『ホトトギス』に投句、18歳で『ホトトギス』に入選する。1918年9月、京都で高浜虛子と会い、田中王城を知る。翌年、虛子の引き合わせにより、岩田紫雲郎と知り合う。1919年、三高に「神陵俳句会」をつくり、翌年拡大して「京大三高俳句会」となる。同句会には五十嵐播水、山口誓子などが参加した。また1920年11月、この句会を基盤として草城、鈴鹿野風呂、田中王城、岩田紫雲郎、高濱赤柿、中西其十の六名を原始同人とに、『京鹿子』を創刊（草城は編輯兼発行人であった）する。
1921年、京都帝国大学法学部法律科に入学。同年、『ホトトギス』の巻頭を飾る。1922年には「京大三高俳句会」を解散し「京鹿子俳句会」を創立、学外に公開する。1924年、京都帝国大学を卒業、大阪海上火災保険に入社。同年、『ホトトギス』課題選者に推される。1929年、『ホトトギス』同人となる。『ホトトギス』の僚誌『破魔弓』にも参加し、1928年7月号から同誌が『馬酔木』となった際には、水原秋桜子らとともに同人のひとりであった。1933年には水原秋桜子、山口誓子、鈴鹿野風呂、五十嵐播水らとともに新興俳句誌「京大俳句」創刊顧問となる。
1934年、『俳句研究』4月号に、新婚初夜をモチーフとしたエロティックな連作「ミヤコホテル」10句を発表。この連作は京都東山に実在するミヤコホテルを舞台にしているが、草城自身は新婚旅行などはしておらず、完全にフィクションの句であった。しかし、フィクションの句やエロティシズムの句への理解が乏しかった当時は俳壇の内外に騒動を起こし、さらに第三句集『昨日の花』にこの連作を入れたことが、客観写生と花鳥諷詠を題目とする虚子の逆鱗に触れた。俳壇では西東三鬼などは一定の評価をしたものの、中村草田男や久保田万太郎が非難、また文壇でも中野重治が批判を行っている。しかし、文壇にいた室生犀星は「俳句は老人文学ではない」（『俳句研究』1935年2月号）という文章を発表し「ミヤコホテル」が俳句の新しい局面を開いたとして積極的に評価した。この犀星の賛辞をきっかけにして中村草田男が『新潮』誌上で「ミヤコホテル」を批判する文章を発表、これに草城自身が反駁し、『新潮』『俳句研究』で「ミヤコホテル論争」と言われる論戦に発展した。
1935年、東京の『走馬燈』、大阪の『青嶺』、神戸の『ひよどり』の三誌を統合し、『旗艦』を創刊・主宰。1936年、『ホトトギス』同人から除名される。「ホトトギス」除名後は、無季俳句を積極的に唱導、自らもエロティシズムや無季の句をつくり、新興俳句の主導的役割を担う。1940年、京大俳句事件が起こり『旗艦』の主催から退き、俳壇からも去る。
1944年、合併創立した大阪住友海上火災保険株式会社で人事部長、ついで神戸支店長となる。1946年、肺結核を発症、1949年に同社を退職して以降、10数年間を病床で過ごした。これまでの新興俳句とは別種の静謐な句をつくった。1949年『青玄』創刊・主宰。1951年、緑内障により右目を失明。1955年、虚子に許されて『ホトトギス』同人に復帰した。虚子は病床の草城を見舞っている。
1956年、心臓衰弱のために死去。慶伝寺（大阪市天王寺区）に葬られた。命日の1月29日は「草城忌」として季語に数えられる。「高熱の鶴青空に漂へり」にちなみ、「凍鶴忌」と呼ばれるほか、「銀(しろがね)忌」とも呼ばれる。

## 作風・評価
代表句に、以下の句がある。
- 春暁や人こそ知らね木々の雨（第一句集『花氷』1937年）
- 春の灯や女は持たぬのどぼとけ（同）
- ものの種にぎればいのちひしめける（同）
- ところてん煙の如く沈み居り（同）
- 高熱の鶴青空に漂へり（第七句集『人生の午後』1953年）
- 夏布団ふわりとかかる骨の上（同）
- 見えぬ眼の方の眼鏡の玉も拭く（同）

「ホトトギス」の沈滞期に若々しく新鮮な感性を持って登場し、同誌ではのちの「4S」の先駆けとも言える役割を果たした。初期の句は写生の基礎をしっかりとふまえつつ、華美な作品世界を構築、「ホトトギス」離脱以降は自ら無季俳句や連作俳句によって現代の世相やフィクションを取り入れた句を積極的に作り、病を得て以降は一転して穏やかな日常のなかに見出す喜びや悲しみを詠んだ。山本健吉は草城を「極端な早熟型の極端な晩成型」と評し、初期・中期に対して後期の作品を評価している。
「ところてん」は1922年作。鈴鹿野風呂らと俳句の夏稽古をした際、野風呂にふるまわれて初めてところてんを眼にした草城は、たちどころにこの句を含む20句ばかりの「ところてん」の句を作り野風呂を驚かせた。「高熱の鶴」は、それまで草城を「でれ助」呼ばわりしていた神田秀夫にその評価を一転させた句で、この句にちなんで草城の忌日は凍鶴忌とも呼ばれる。「見えぬ眼の」は片目を失ってから作られたもので、草城の無季句の代表作。この句は草城の死後、門下によって豊中の服部緑地公園に立てられた草城の句碑に、「春暁や」の句のほか3句とともに刻まれている。建立の際には川柳性を云々して反対する委員もおり、この句を入れるかどうかで議論が紛糾したが、草城の追悼文で山口誓子が称揚したことが決め手となったという。

## 著書

### 句集
- 『草城句集（花氷）』（京鹿発行所、1927年）
- 『青芝』（京鹿発行所、1932年）

改定縮刷本『青芝』（宝書房、1947年）
- 『昨日の花』（龍星閣、1935年）
- 『轉轍手』（河出書房、1938年）
- 『青玄』（自選句集）（三省堂、1940年）
- 『旦暮』（星雲社、1949年）
- 『自選句集日野草城集』（現代俳句社、1950年）
- 『人生の午後』（青玄俳句会、1953年）
- 『草城三百六十句』（自選句集）（草城句集刊行会、1955年）

### 句文集など
- 『新航路』（句文集）（第一書房、1940年）
- 『展望車』（句文集）（第一書房、1940年）
- 『微風の旗』（評論・随筆）（羽田書房、1947年）
- 『新月』（長編小説）（邑書林、1991年）